# Gotcha!
Gotcha! es una comedia de acción de 1985, protagonizada por Anthony Edwards y Linda Fiorentino, que fue dirigida por Jeff Kanew, quien también dirigió a Edwards en Revenge of the Nerds en 1984.

## Argumento
El estudiante de la UCLA Jonathan Moore (Anthony Edwards) se pasa sus horas libres jugando al "Gotcha" (popular juego de los 80s en los campus universitarios, también conocido como "Assassin" o "Etiqueta"), donde a cada jugador se le asigna un "objetivo" que debe cazar con una pistola de paintball. Moore y su amigo Manolo van de vacaciones a París, allí conoce a Sasha Banicek (Linda Fiorentino), una seductora mujer checoslovaca con la que pierde su virginidad.
Jonathan decide pasar de Manolo e ir con Sasha a Berlín. El inexperto Jonathan se ha enamorado . Allí Sasha le dice que tiene que ir a Berlín Este para coger un paquete. Tras algunas aventuras Sasha le da a Jonathan el paquete y le dice que contiene un strudel. El estudiante ignora que Vlad, un agente soviético, les está vigilando.
Jonathan va al Punto de asistencia Charlie para volver al mundo libre. Pero antes debe cruzar la severa aduana oriental donde le desnudan y exploran sus orificios. Como no le encuentran nada le dejan pasar. Una vez en Berlín Oeste Jonathan es perseguido por agente soviéticos pero un grupo de rock alemán le ayuda a escapar hasta el aeropuerto donde toma un avión de vuelta a casa.
Vlad y sus hombres le siguen hasta Los Ángeles. Jonathan le cuenta sus desventuras a sus padres, que piensan que ha flipado por tomar drogas. Jonathan decide llamar al FBI y a la Agencia de Inteligencia Central. 
Jonathan finalmente se reencuentra con Sasha, quien le confiesa que su verdadero nombre es Cheryl Brewster, es una agente de la CIA, nacida en Pittsburgh.  
Vlad y su pandilla intentan cazar a Jonathan y Cheryl en el UCLA pero Jonathan los pone fuera de combate usando una pistola de tranquilizantes qué consigue en el departamento de ciencias veterinarias. Los Soviets son arrestados y Sasha le dice que quiere continuar su relación con él.

## Reparto
| Actor              | Personaje                                         | Notas                                   |
| ------------------ | ------------------------------------------------- | --------------------------------------- |
| Anthony Edwards    | Jonathan Moore                                    |                                         |
| Linda Fiorentino   | Sasha Banicek / Cheryl Brewster, agente de la CIA |                                         |
| Nick Corri         | Manolo                                            | compañero de cuarto y amigo de Jonathan |
| Alex Rocco         | Al Moore                                          | padre de Jonathan                       |
| Marla Adams        | Maria Moore                                       | madre de Jonathan                       |
| Klaus Löwitsch     | Vlad                                              |                                         |
| Bata Kameni        | Bata Kameni                                       |                                         |
| Christopher Rydell | Bob Jensen                                        |                                         |
| Brad Cowgill       | Reilly                                            |                                         |
| Kari Lizer         | Muffy                                             |                                         |
| David Wohl         | Profesor en el campus                             |                                         |
| Irene Olga López   | Rosario                                           |                                         |
| Christie Claridge  | Girl Student                                      |                                         |
| Reggie Thompson    | Guardia del punto Charlie                         | SGT 42nd Enginieros, BBDE, US Army      |

## Producción

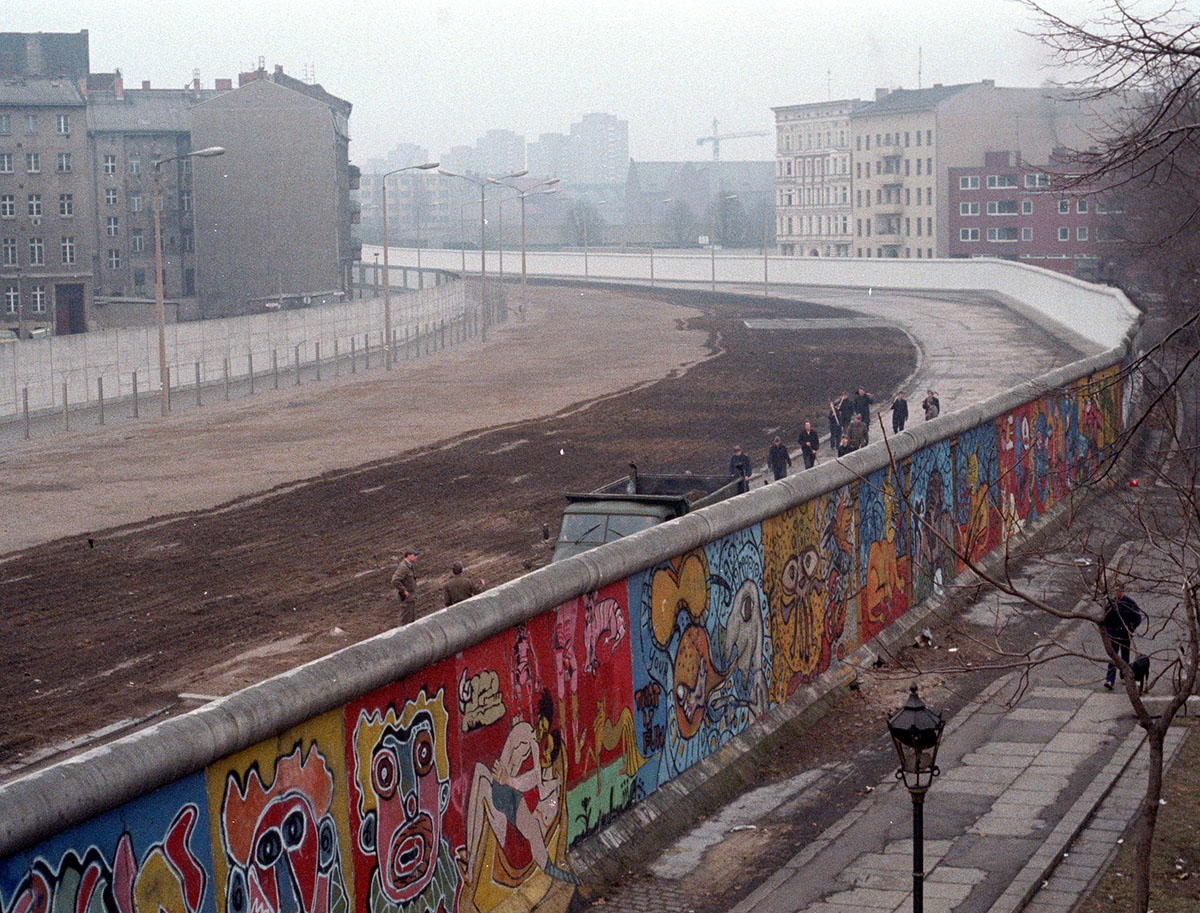
Muro de Berlín en los años 80

Gotcha! se rodó en Los Ángeles, Estados Unidos; París, Francia y Berlín del oeste (para las escenas de Berlín este y Berlín oeste).

## Banda sonora
El álbum de Banda sonora Original para Gotcha! Estuvo publicado en 1985 por MCA. El tema principal "Gotcha!" es interpretado por la británica Thereza Bazar. El álbum también contiene canciones de Giuffria y Nik Kershaw, entre otros.

## Recepción
Gotcha! recibió críticas mixtas. Vincent Canby de The New York Times dijo "... Es un pequeño pero elaborado film que mezcla comedia y melodrama."  En una dirección similar, Leonard Maltin comentó que Gotcha! Era, "casi una película buena, con algún diálogo ingenioso al comienzo, pero pierde su calidad cuando pierde su credibilidad."

## En la cultura popular
Gotcha! engendró un juego para el Sistema de Diversión del Nintendo compatible con la pistola Zapper.
"Sasha Banicek" es el nombre del personaje de Melinda Clarke en la serie de televisión Chuck de 2008.